# Halaelurus natalensis
Espèce
Répartition géographique
Statut de conservation UICN

 VU  : Vulnérable
Halaelurus natalensis est une espèce de requins.